# Alec Mills
Alec Mills (* 10. Mai 1932 in London; † 12. Februar 2024 in Denham, Buckinghamshire) war ein britischer Kameramann.

## Leben und Karriere
Seine Karriere begann er als Kameraassistent Mitte der 1950er Jahre. Ab dem folgenden Jahrzehnt war er auch als einfacher Kameramann tätig. Seine erste Arbeit als eigenständiger Kameramann absolvierte er zu Beginn der 1980er Jahre. Alec Mills arbeitete oft mit dem Regisseur John Glen zusammen. Beginnend mit James Bond 007 – Im Geheimdienst Ihrer Majestät (1969) war er an sieben James-Bond-Filmen beteiligt, in der Mehrheit als einfacher Kameramann. 
Zu Beginn der 1990er Jahre inszenierte er als Regisseur zwei Filme: Red Moon (Bloodmoon, 1990) sowie Arzt unter Verdacht (Dead Sleep, 1992).  
Im Juli 2014 veröffentlichte er mit Shooting 007. And Other Celluloid Adventures seine Autobiografie über sein Leben als Kameramann. 
Mills war er 1978 an der Gründung der Guild of British Technicians beteiligt. Er war seit 1977 verheiratet und Vater eines Sohnes. Er starb im Alter von 91 Jahren in einem Heim für betreutes Wohnen.

## Filmografie (Auswahl)
- 1974: Gold (als einfacher Kameramann)
- 1982: Am dritten Tag (On the third Day)
- 1982: Alicja im Horrorland (Alicja)
- 1984: Hot Target – Eiskalt ohne Gnade (Hot Target)
- 1986: King Kong lebt (King Kong lives)
- 1987: James Bond 007 – Der Hauch des Todes (The Living Daylights)
- 1987: Richard Löwenherz und die Kinder Gottes (Lionheart)
- 1989: James Bond 007 – Lizenz zum Töten (Licence to Kill)
- 1992: Die Asse der stählernen Adler (Aces: Iron Eagle III)
- 1992: Christopher Columbus – Der Entdecker (Christopher Columbus: The Discovery)
- 2001: The Point Men